# 埃利-阿里斯蒂德·阿斯特呂
埃利-阿里斯蒂德·阿斯特呂（法語：Élie-Aristide Astruc，1831年12月12日—1905年2月23日）出生於法國新亞奎丹大區吉倫特省的波爾多，是已故的猶太教首席拉比。

## 生平
他是法國猶太神學院首位來自梅斯的塞法迪猶太人，完成學校的學業之後，轉往巴黎接受首席拉比的訓練，之後在旺沃擔任路易大帝中學的高中牧師。
1860年，他和其他六位知名猶太人創立世界猶太聯盟，直到過世之前他都是重要的組織參與者。
1865年，他成為法國首席拉比，次年被任命為比利時的首席拉比，但保留了法國的原籍。
1879年，因為他對於比利時的無私貢獻，比利時國王利奧波德二世授予利奧波德勳章。

## 受獎
- 利奧波德勳章